# Jeziory Małe (jezioro)
Jeziory Małe – jezioro w woj. wielkopolskim, w powiecie średzkim, w gminie Zaniemyśl o powierzchni ok. 44 hektarów i maksymalnej głębokości 16,3 metra.
Nad jeziorem leżą wsie: Łękno, Jeziory Małe, Doliwiec Leśny.